# Plaxomicrus violaceomaculatus
Plaxomicrus violaceomaculatus là một loài bọ cánh cứng trong họ Cerambycidae.